# Malvina Rosa Quiroga
Malvina Rosa Quiroga Bernardón (Villa Dolores, Argentina, 2 de enero de 1900 - ciudad de Córdoba, Argentina, 29 de julio de1983) fue una poeta argentina. 

## Infancia
Hija de Catalina Emilia Bernardón y Salvador Hugolino Quiroga, quedó huérfana junto a sus hermanas a muy temprana edad. A partir de 1913, ella y sus hermanas fueron criadas por su abuelo materno (de origen suizo, y dedicado a la construcción de capillas y escuelas en esa zona) situación que influyó decididamente en su formación. Hizo los primeros estudios con maestras particulares, y luego en la "Escuela Graduada Francisco Torres" de Villa Dolores recibió enseñanza de Monseñor Filemón Francisco Castellano y del sacerdote e historiador Pedro Grenón, ingresando posteriormente al internado de las Hermanas Esclavas del Corazón de Jesús (Villa Cura Brochero). Finalmente, en la "Escuela Normal Mixta" de Villa Dolores cursó los estudios de segundo nivel.

## Labor profesional
En el año 1922 egresó de la Escuela Normal “Dalmacio Vélez Sarsfield” de Villa Dolores, con el título de Maestra Normal Nacional y con el promedio más alto en los primeros veinticinco años de vida de esa Escuela. Ejerció la docencia primaria desde el año 1923 hasta su jubilación, y como Profesora de Castellano en la Escuela Terminal “Mariano Fragueiro” desde la fundación, institución que tuvo por objeto la experimentación de la moderna pedagogía y su aplicación al ámbito argentino. Posteriormente ingresa a la Universidad Nacional de Córdoba, siendo una de las primeras mujeres egresadas de la Facultad de Filosofía y Humanidades de esa institución. Posteriormente continuó con estudios de latín, griego e italiano, como así también los de pedagogía del lenguaje; egresó del Instituto de Idiomas, dependiente de la Facultad de Filosofía y Humanidades, en el año 1947, como traductora de italiano e idónea en portugués y alemán. Como consecuencia de sus amplios intereses y su formación, tuvo una fructífera producción científico-cultural, pedagógica y literaria.

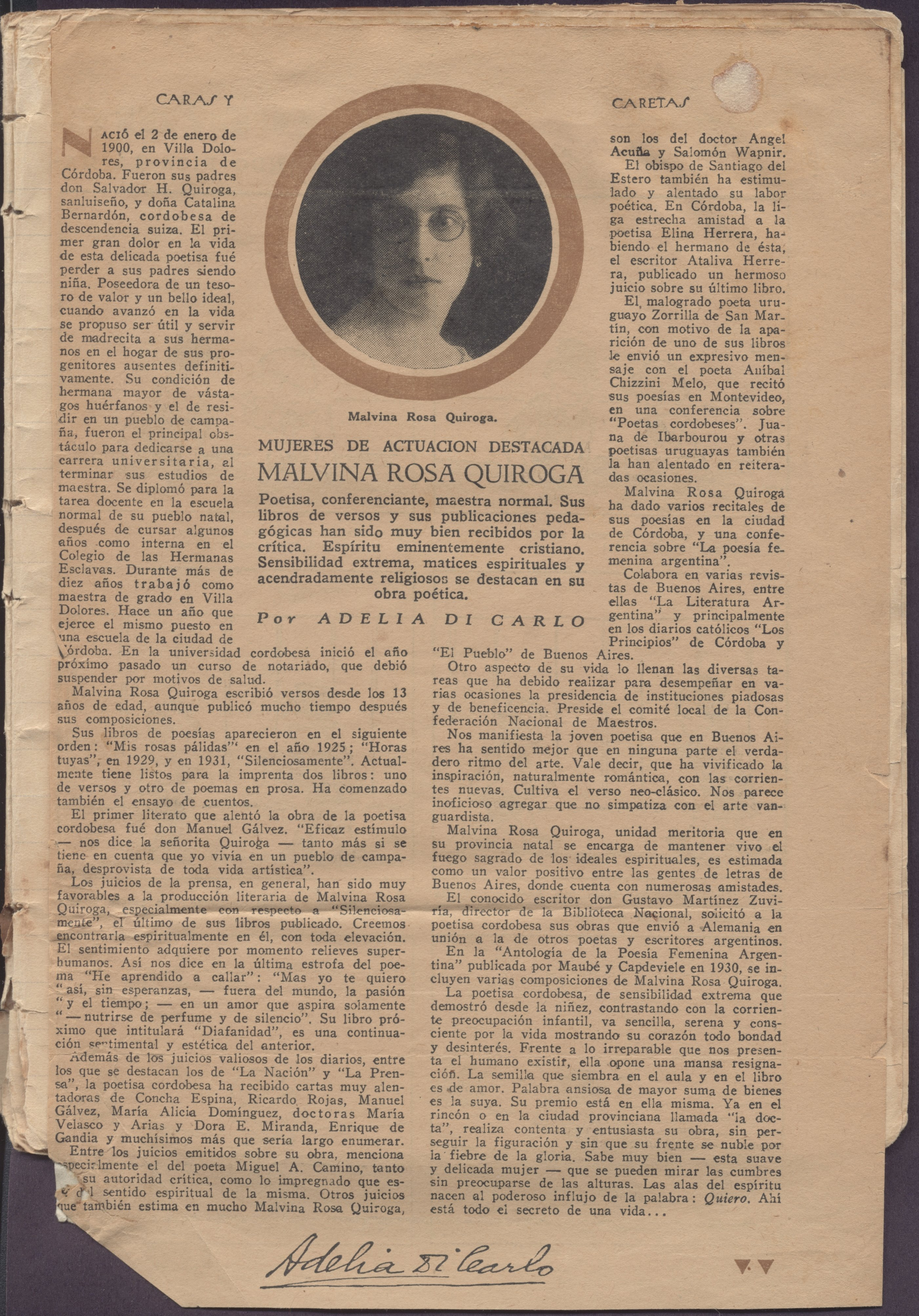
Artículo sobre Malvina Rosa Quiroga en la revista Caras y Caretas, escrito por Adelia Di Carlo

En su rol de docente, publicó numerosos trabajos pedagógicos en diarios y revistas didácticas sobre la enseñanza del castellano, como la revista “Cristal” junto a Alberto Díaz Bagú, Alejandro Nores Martínez y Jorge Vocos Lescano. También perteneció a la redacción de las Revistas del Consejo de Educación de la Provincia en distintas ocasiones, y fue invitada por el director de la Escuela Normal “Alejandro Carbó” a formar parte del Centro de Estudios Pedagógicos, en mérito a las publicaciones didácticas. Formó parte de las Comisiones de Reformas de Programas en el Consejo General de Educación, y publicó el libro de “Planes de Lenguaje” para la enseñanza del castellano. En el ámbito universitario, ejerció la docencia en las cátedras “Estética”, “Literatura Hispanoamericana” e “Historia Americana de la época de la Conquista”.
Junto a la actividad docente, la filosofía y la poesía fueron los ejes principales de su vida, y transitó por ellas de manera paralela. Su actividad poética comenzó formalmente en 1925 con la publicación del libro “Mis rosas pálidas”. Será, hasta su muerte, una de las poetas con mayor producción del interior de Argentina: entre 1925 y 1982 publicó nueve libros: “Horas tuyas”, 1929; “Silenciosamente”, 1931; “Flor de Ceniza”, 1948; “Estrella y Soledad”, 1949; “Música y Humo”, 1951; “Arcángeles ciegos”, 1965; “Recuerdo y ausencias”, 1978 y “Fervor”, 1982. Durante su vida recibió numerosos homenajes y premios literarios en Córdoba y Buenos Aires.

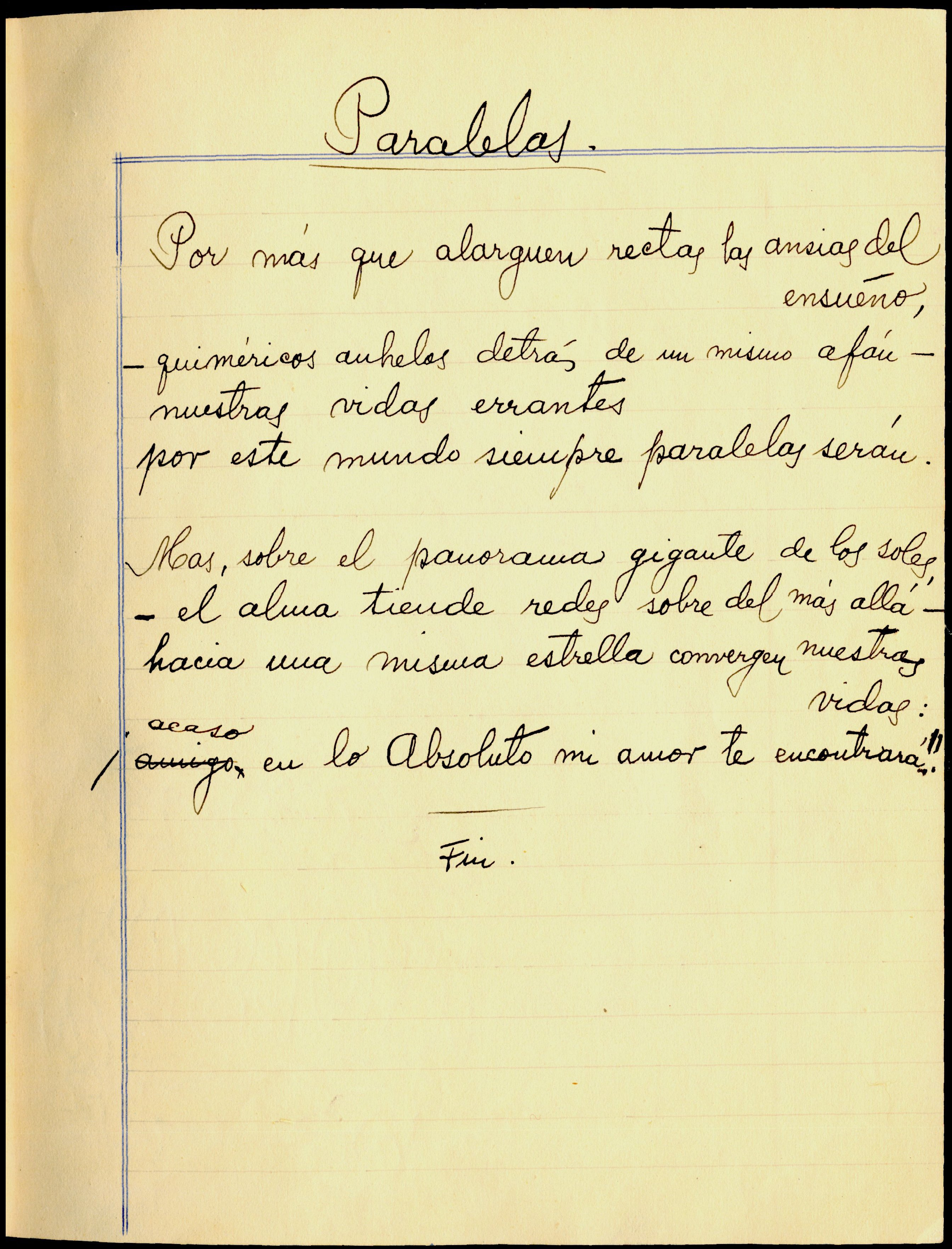
Manuscrito del poema "Paralelas", del libro Estrella y soledad: por la divina gracia de tus ojos, de 1949

Falleció en la ciudad de Córdoba en 1983. Sus restos fueron inhumados en el cementerio de la ciudad de Villa Dolores. En el Museo Brocheriano se destinó un espacio dedicado a esta poeta, y en Córdoba una escuela (IPEM N° 301), un jardín de infantes y una plaza llevan su nombre.

## Obras
- Mis rosas pálidas. Buenos Aires (Argentina): Porter. 1925. OCLC 162208118.
- Horas tuyas. Buenos Aires (Argentina): Campera. 1929. OCLC 162208115.
- Silenciosamente. Buenos Aires (Argentina): Kraft. 1931. OCLC 162208120.
- Flor de Ceniza. Córdoba (Argentina): Ediciones Presencia. 1942.
- Malvina Rosa Quiroga : semblanza (en coautoría con Julo Alberto Ávalos). Córdoba (Argentina): Imprenta Argentina de Córdoba. 1948. OCLC 50324574.
- La intuición artística. Mendoza (Argentina): Universidad Nacional de Cuyo. 1949. OCLC 1123547047.
- Estrella y soledad : por la divina gracia de tus ojos. Córdoba (Argentina): Universidad Nacional de Córdoba. 1949. OCLC 912773404.
- Música y humo. Córdoba (Argentina): Ediciones Letras y Bibliotecas Córdoba. 1951. OCLC 919166613.
- Pedagogía del lenguaje. Córdoba (Argentina): Dirección General de Publicidad. 1953. OCLC 912767738.
- "Einfühlung" contrapuesta a "contemplación". La estética psicológica de Lipps como una especie de panteísmo laico (artículo). Proceedings of the XIth International Congress of Philosophy, 10, 233. 1953. OCLC 6956714446.
- Arcángeles ciegos. Córdoba (Argentina): Central. 1965. OCLC 760517085.
- Recuerdos y ausencias. Buenos Aires (Argentina). 1978. OCLC 5691130.
- Fervor. Córdoba (Argentina): Dirección del Patrimonio Cultural. 1982. OCLC 17067241.